# Фрідріх Август фон Каульбах

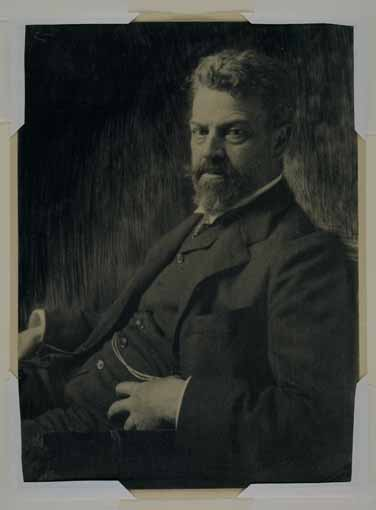
Фрідріх Август фон Каульбах

Фрідріх Август фон Каульбах (також підписувався як Фріц Август Каульбах, нім. Friedrich August von Kaulbach; 2 червня 1850, Мюнхен — 26 липня 1920, Ольштадт) — німецький художник. Відомий своїми багато прикрашеними мрійливими портретами, здебільшого жіночими, написаними у французькому стилі XIX століття.

## Біографія
Фрідріх Август фон Каульбах був сином майстра історичного живопису Фрідріха Каульбаха. Художню освіту отримав в Академії мистецтв Нюрнберга (викладачі Август фон Крелінг і Карл Рауп, також навчався у свого батька. З 1871 році він переїхав до Мюнхена, час від часу бував в Парижі. У 1886 році обійняв посаду директора Мюнхенської академії мистецтв. Його дочка, Матильда Каульбах, у 1925 році вийшла заміж за художника Макса Бекмана.
Останні роки життя художник провів у своєму літньому будинку в Ольштадті у Верхній Баварії. З червня 1997 року в ньому діє музей, де представлено близько 30 картин і 25 малюнків Каульбаха. В оригінальному виді збереглись майстерня і кабінет художника.
Сучасне йому художнє життя Каульбах дотепно змалював у численних карикатурах. Часто героями його малюнків ставали члени художньої групи «Аллотрія», створеної Францем фон Ленбахом на противагу офіційному мистецтву Мюнхена. Ленбаху, який невдовзі отримав офіційне визнання, Каульбах присвятив свою жартівливу «Ленбахіаду».

## Галерея

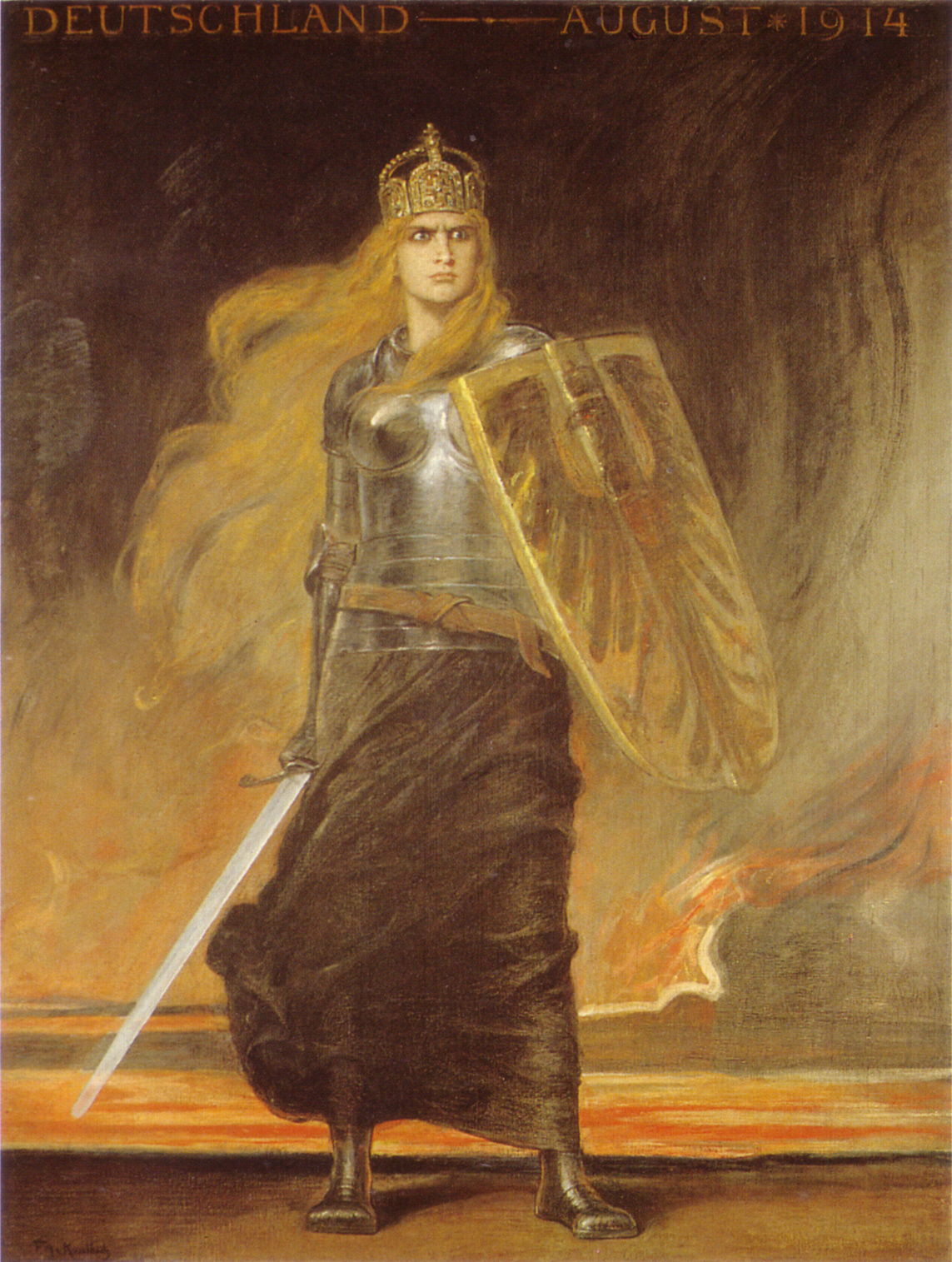
«Німеччина» (1914), Німецький історичний музей
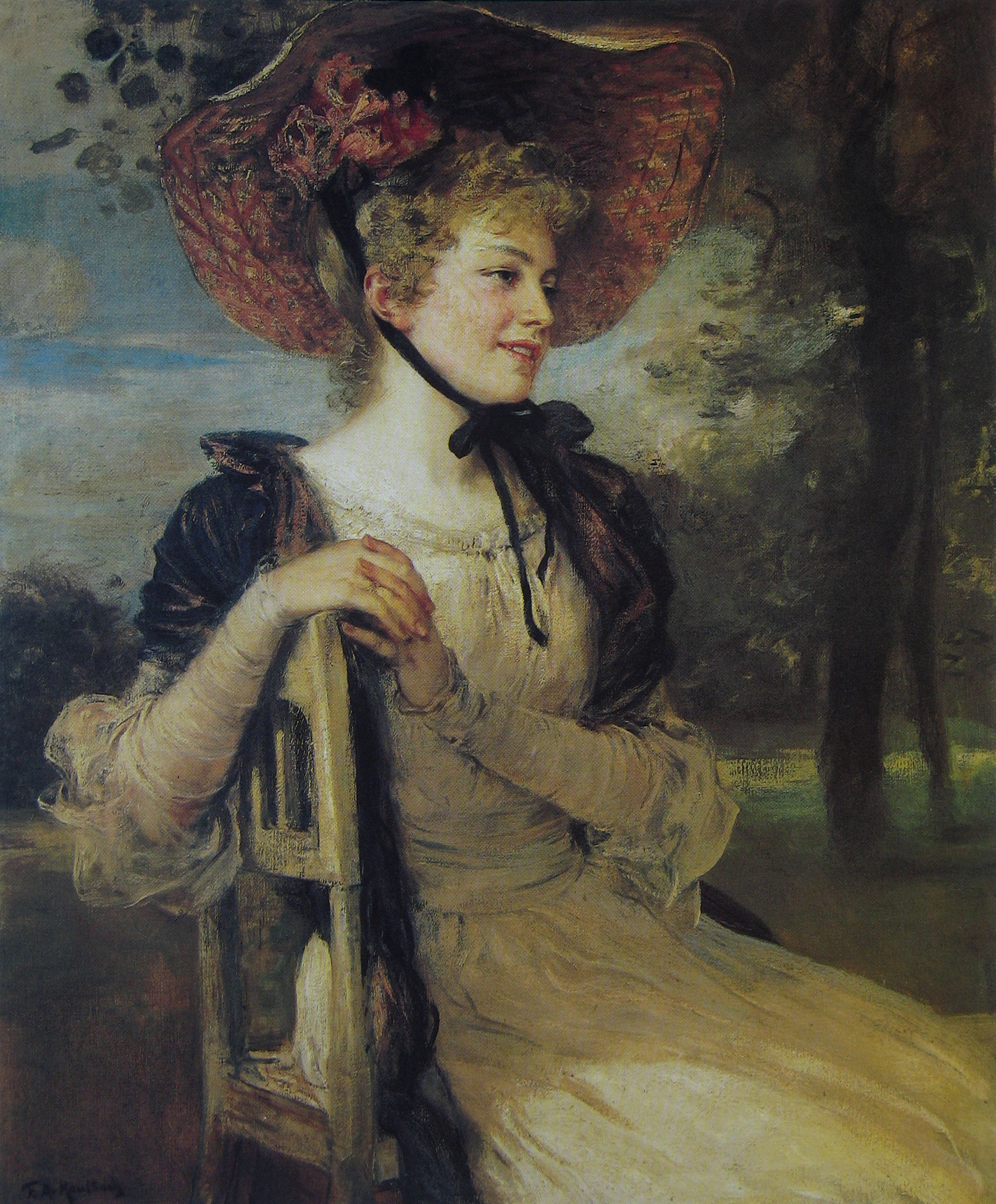
Портрет дочки поета Людвіга Гангхофера (1895)
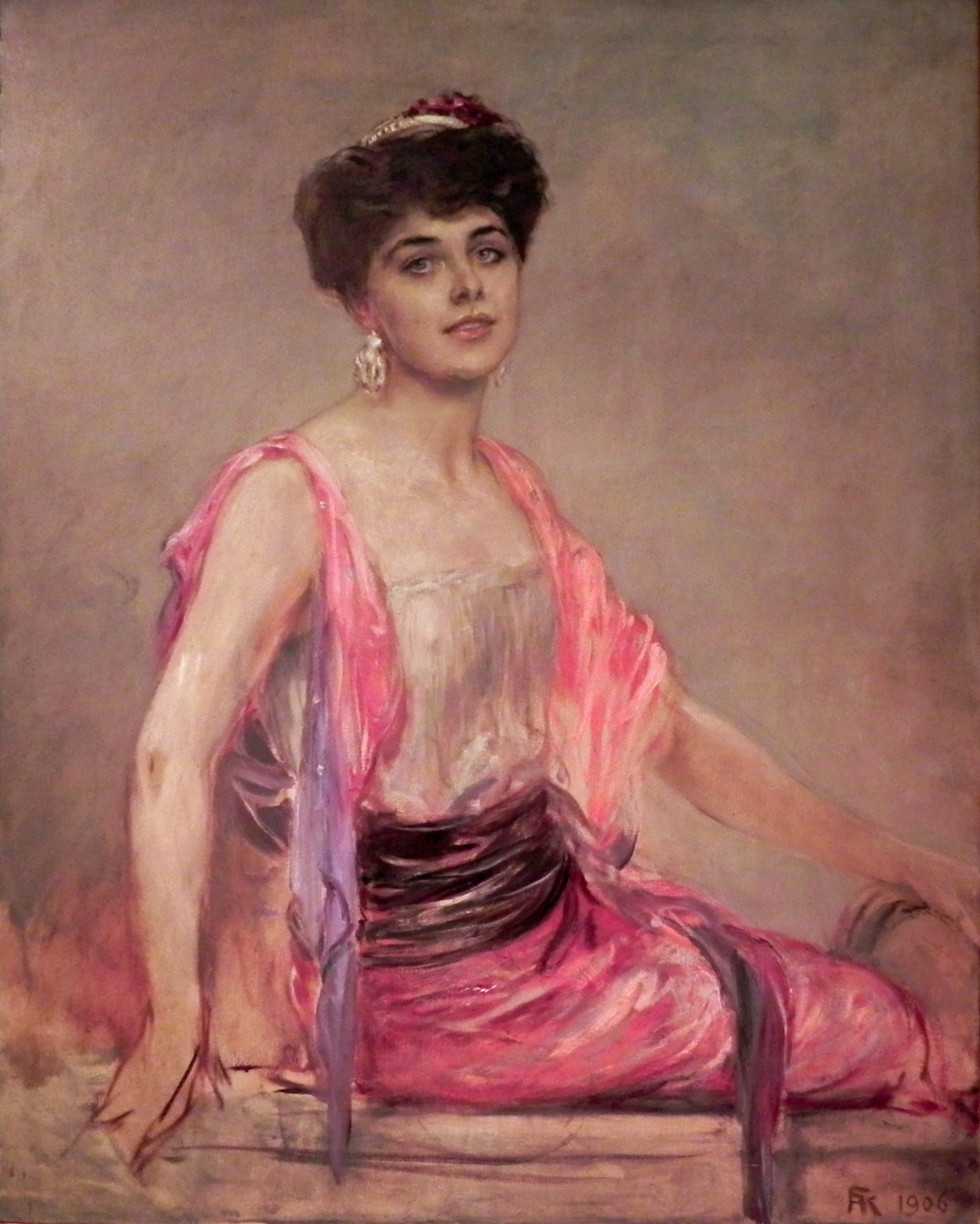
Етюд для портрета співачки Джеральдіни Фаррар (1906)
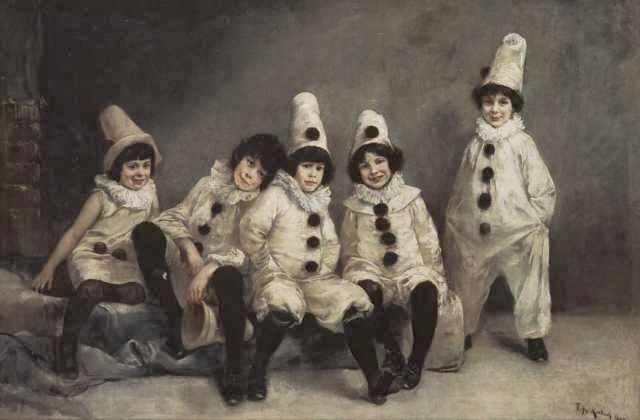
«Дитячий карнавал» (1888)